# ماریانه میکو
ماریانه میکو (استونیایی: Marianne Mikko؛ زادهٔ ۲۶ سپتامبر ۱۹۶۱) سیاستمدار، روزنامه‌نگار و نماینده سابق مجلس اهل استونی است.